# 阿爾文·巴爾杜斯
阿爾文·詹姆斯·巴爾杜斯（英語：Alvin James Baldus；1926年4月27日—2017年2月2日），是美國的民主黨政治人物，前聯邦眾議院議員。

## 生平
巴爾杜斯於艾奧瓦州加納出生，在明尼蘇達州埃爾克頓的高中和奧斯丁河岸社區學院就讀，1966年當選威斯康星州眾議院議員。
1975年起，巴爾杜斯當選為聯邦眾議院威斯康星州第三國會選區代表議員，是該選區66年來首位民主黨黨籍的議員。他連續於第九十四屆、第九十五屆及第九十六屆聯邦國會任職，惟於1980年連任失敗，輸給共和黨的史蒂夫·金德森。
之後他加入美國商船隊和美国陆军，1989年再次當選威斯康星州眾議院議員，直到1997年卸任。2017年2月2日，他在威斯康辛州梅诺莫尼的家中逝世。

## 外部連結
- 阿爾文·巴爾杜斯－美國國會國家人物傳記大辭典
- 在Find a Grave上的阿爾文·巴爾杜斯

| 威斯康星州众议院            | 威斯康星州众议院                                       | 威斯康星州众议院         |
| --------------------------- | ------------------------------------------------------ | ------------------------ |
| 前任者： 不詳               | 威斯康星州眾議院第六十九選區 眾議院議員 1966年－1975年 | 繼任者： 拉凡爾納·奧斯曼 |
| 前任者： 理查德·休梅克      | 威斯康星州眾議院第二十九選區 眾議院議員 1989年－1997年 | 繼任者： 喬·普魯夫       |
| 美国众议院                  |                                                        |                          |
| 前任者： 弗農·華萊士·湯姆森 | 威斯康星州第三國會選區 眾議院議員 1975年－1981年       | 繼任者： 史蒂夫·金德森   |